# No Jacket Required
No Jacket Required (с англ. — «Пиджак не обязателен») — третий студийный альбом британского певца и композитора Фила Коллинза, выпущенный 18 февраля 1985 года на лейблах Virgin (Британия и Ирландия), Atlantic (США и Канада) и WEA (остальные страны). В записи приняли участие приглашённые бэк-вокалисты, в том числе Хелен Терри, Питер Гэбриел и Стинг. Некоторые песни, такие как «Don’t Lose My Number» и «Sussudio», были основаны на импровизации. Другие, такие как «Long Long Way to Go», имели политический посыл. «One More Night», «Sussudio», «Don’t Lose My Number» и «Take Me Home» были выпущены в качестве синглов с сопроводительными музыкальными клипами. Все четыре вошли в Top-10 чарта Billboard Hot 100, а «Sussudio» и «One More Night» заняли в нём первое место. Все три сингла, выпущенные в Великобритании, попали в Top-20 местного чарта. Некоторые песни, такие как «Take Me Home» и «Long Long Way to Go», прозвучали в телесериалах «Детектив Раш» и «Полиция Майами», а «The Man with the Horn» была специально перезаписана для одной из серий последнего. Ремикс на песню «We Said Hello Goodbye» прозвучал в фильме «Держи кулаки» (1986).
Лонгплей был высоко оценён большинством музыкальных критиков и получил три премии «Грэмми», в том числе в номинации «Альбом года». Стивен Холден из The New York Times писал, что Коллинз «произвёл тихую революцию и расширил роль ударных в создании поп-музыки». В свою очередь, редактор Rolling Stone Дэвид Фрике отмечал, что «как и его релизы 1981 и -82 годов „Face Value“ и „Hello, I Must Be Going!“, „No Jacket Required“ — это не тот альбом, который ждёт, чтобы его полюбили». Лонгплей возглавил чарты нескольких стран, включая США (где лидировал в течение семи недель), Великобританию и Канаду, став самым коммерчески успешным сольным альбомом Коллинза. По данным RIAA, в США было продано более двенадцати миллионов его копий, а в Британии — более двух миллионов. Альбом получил шестикратный «платиновый» статус на родине музыканта, став второй самой кассовой пластинкой 1985 года и уступив лишь Brothers in Arms группы Dire Straits. Во всем мире было продано более 25 миллионов копий альбома, что сделало его одной из самых продаваемых записей всех времён. No Jacket Required занял 74-е место в списке «Definitive 200» Зала славы рок-н-ролла. В 2010 году он вошёл в число десяти альбомов, номинированных на премию Brit Awards как лучший британский альбом за последние 30 лет, в итоге проиграв (What’s the Story) Morning Glory? группы Oasis.
После релиза альбома Коллинз отправился в успешное мировое турне No Jacket Required World Tour. В конце этих гастролей музыкант выступил на обоих концертах благотворительного мероприятия Live Aid — в Лондоне и Филадельфии, проходивших 13 июля 1985 года. Во время тура Коллинз записал песню «Separate Lives» с Мэрилин Мартин для фильма «Белые ночи», которая возглавила национальный американский чарт и вошла в десятку хит-парада Великобритании. Ремиксы шести песен из альбома позже были включены в сборник 12"ers, выпущенный в 1987 году.

## Предыстория и запись
«Знаете, я был очень счастлив в браке с Джилл, моей нынешней женой, когда писал эту песню, но в тот период разводился мой менеджер, а также пара близких друзей, да и я сам уже имел подобный опыт, все это натолкнуло меня на мысль: “Неужели никто больше не хочет быть вместе?”. Песня родилась из этого [вопроса]».
Вскоре после завершения работы над альбомом Эрика Клэптона Behind The Sun, в середине 1984 года, Коллинз начал подумывать о записи своей третьей пластинки. Согласно автобиографии музыканта «Ещё не умер» (2016), материал, который впоследствии стал альбомом No Jacket Required, был сознательной попыткой музыканта перейти к более быстрому звучанию: «У меня было ясное представление о том, что я хочу сделать: вырваться из рамок „песен о любви“, в которых я очутился. Я должен был сделать танцевальный альбом. Или, по крайней мере, альбом с парой треков в быстром темпе».
Несколько песен Коллинз сочинил во время импровизаций с драм-машиной, включая синглы «One More Night» и «Sussudio». Так, первая появилась, когда музыкант начал петь фразу «one more night» в попытке воспроизвести бит, похожий на The Jacksons, вторая — когда он дурачился с фразой «sus-sussudio». Коллинз попытался заменить строчку чем-то другим, но в итоге оставил как есть — получилась песня о школьнике, влюблённом в девушку из параллельного класса. Другая песня, созданная в основном посредством импровизации, «Don’t Lose My Number», была, по словам музыканта, практически завершена ещё во время записи его первого сольного альбома Face Value. Коллинз отмечал, что сам не до конца понимает смысл её текста, описанного обозревателем Стивеном Холденом из The New York Times как «расплывчатый, мелодраматический набросок, не раскрывающий всей истории до конца».
Другие песни были написаны с более личным посылом. «Long Long Way to Go» часто считают одной из самых популярных песен Коллинза среди тех, что никогда не выпускались в виде сингла, и на тот момент в его карьере это была его самая политизированная песня. Бэк-вокал для неё записал Стинг. Музыканты познакомились во время участия в проекте Band Aid, позднее выступив вместе на Live Aid. Работая над песней, Коллинз счёл, что Стинг, известный своей активной гражданской позицией, с готовностью поучаствует в её записи. Фил попросил его помочь с вокалом, и музыкант согласился.
Ещё одной личной для Коллинза песней была «Doesn’t Anybody Stay Together Anymore». Музыкант написал её под впечатлением от череды разводов людей из личного окружения, включая менеджера, друзей, а также своего собственного — произошедшего несколькими годами ранее. Впоследствии Коллинз вспоминал, что спел её на вечеринке по случаю 40-летия Чарльза, принца Уэльского, не подозревая, что вскоре тот разведётся со своей женой Дианой. Музыкант регулярно исполнял эту песню во время последующего турне в поддержку альбома. Позднее Коллинз переработал песню в балладу для гастрольного тура Seriously, Live! World Tour, звучание которой значительно отличалась от оригинального оптимистичного варианта. Вступительная барабанная партия песни год спустя была использована в треке Эрика Клэптона «Hold On», в котором Коллинз сыграл на ударных (из альбома August, также спродюсированного барабанщиком).
Следующей песней, смысл которой изначально был довольно расплывчатым, являлась «Take Me Home». При первом прослушивании складывалось впечатление, что композиция посвящена возвращению домой, однако Коллинз опроверг это мнение. По словам артиста, она о пациенте психбольницы и основана на романе «Пролетая над гнездом кукушки». Во время её записи в качестве дополнительных вокалистов были задействованы Питер Гэбриел, Хелен Терри и Стинг. В музыкальном видео (снятом во время турне The No Jacket Required World Tour) Коллинз появляется в разных городах мира, включая Лондон, Нью-Йорк, Токио, Сидней, Париж, Чикаго, Сент-Луис, Лос-Анджелес (Голливуд), Сан-Франциско и Мемфис (Грейсленд). В конце клипа барабанщик приходит домой и слышит, как некая женщина (предположительно, его жена) окликает его из дома, спрашивая, где он пропадал, и предлагает идти ужинать. Коллинз отвечает, что был в некоторых из городов, упомянутых выше. На что женщина иронизирует: «Ты же был в пабе, не так ли?», а музыкант хитро улыбается в камеру.
«We Said Hello Goodbye» первоначально была выпущена в качестве би-сайда на синглах «Take Me Home» и «Don’t Lose My Number», а также в виде бонус-трека на CD-издании альбома. Начальную часть песни сочинил продюсер Ариф Мардин. В 1986 году ремикс композиции был включён в саундтрек фильма «Держи кулаки», он отличался дополнительными гитарами и отсутствием оркестровки. Эта версия попала в активную радиоротацию на фоне релиза саундтрека (что совпало с периодом выхода No Jacket Required), хотя и не отметилась в чартах. Коллинз сетовал, что «We Said Hello Goodbye» несправедливо воспринимается как «второсортная», заявив, что на неё смотрели бы по-другому, если бы она попала в альбом. По мнению обозревателя The New York Times Кэрин Джеймс, песня представляет собой «откровенное высказывание по поводу расставания с домом».
«The Man with the Horn» изначально была записана в 1982 году, в период студийных сессий второго сольного альбома Коллинза — Hello, I Must Be Going!. Тем не менее, песня была выпущена лишь три года спустя — в качестве би-сайда синглов «Sussudio» и «One More Night» в Британии и США соответственно. Впоследствии Коллинз говорил, что у него «не было [к ней] эмоциональной привязанности». Источником вдохновением для «I Like the Way» послужила музыка The Jackson 5. Песня также не вошла в альбом, первоначально появившись в виде би-сайда сингла «One More Night» в Британии и «Sussudio» в США. Автор назвал эту песню «расчётливой», а также одним из наименее любимых своих творений.

## Название альбома
«Я думал о разных вещах, которые можно было бы сделать. Например, пойти туда в подходящем пиджаке, заказать напиток, вылить его на пол и сказать: „На мне же надет пиджак! Ты ничего не можешь мне сделать“. Может быть, мне стоило разбить несколько фотографий на стене, немного в духе Роберта Планта. Но я, конечно же, ничего такого не сделал. Я просто ныл по этому поводу».
Название альбома — No Jacket Required — переводится с английского как «Пиджак не обязателен». Альбом получил такое своё название после случая в чикагском ресторане The Pump Room. Коллинз, входя в ресторан вместе с Робертом Плантом, был задержан на входе метрдотелем, поскольку его одежда, по мнению служащего, не соответствовала дресс-коду заведения, который гласил, что для ужина в ресторане «необходим пиджак» («jacket required»). На Коллинзе была кожаная куртка, которая вполне могла заменить пиджак, и он заметил это метрдотелю. Но метрдотель заявил ему, что его пиджак не является «надлежащим» для их заведения. Позднее, в интервью журналу Playboy, Коллинз признался, что в той ситуации он чувствовал себя так глупо, как никогда прежде. Во многих телевизионных программах, куда его потом приглашали (например, Late Night with David Letterman и The Tonight Show Starring Johnny Carson), Коллинз ругал порядки в том ресторане, рассказывая эту историю.
Позднее администрация ресторана в знак примирения прислала ему в подарок спортивный пиджак и письмо с извинениями, в котором говорилось, что он может приходить к ним в ресторан в любой одежде, которую пожелает.
Изображение на обложке No Jacket Required лица Коллинза, подсвеченного красно-оранжевым светом (продолжающее тему «лица крупным планом», начатого с альбома Face Value), должно было подчеркнуть «горячий» и динамичный характер альбома. Коллинз рассказывал в своей автобиографии, что во время фотосессии ему на лоб брызнули глицерин, чтобы создать иллюзию пота. На фотографиях для внутреннего конверта альбома и последующих рекламных материалов музыкант, казалось, высмеивал инцидент в ресторане, надев костюм, который был на несколько размеров больше.

## Выпуск и продажи
Релиз альбома состоялся 18 февраля 1985 года. Ведущими синглами были выбраны «Sussudio» и «One More Night» — в Великобритании и США соответственно. На обе песни были выпущены сопроводительные видеоклипы, снятые в лондонском пабе, принадлежащем Ричарду Брэнсону. В первом из них Коллинз выступает до, а во втором после закрытия заведения.
В первую неделю марта, вскоре после того, как Коллинз получил «Грэмми» за «Against All Odds», альбом дебютировал на первом месте в чарте UK Albums Chart и на 24-й строчке в хит-параде Billboard 200. Он также занял 10-е место в Западной Германии и 15-е — в Канаде. К концу месяца пластинка возглавила американский чарт. Коллинз стал 15-м британским артистом, одновременно возглавившим как альбомный так и сингловый чарты Billboard, так как песня «One More Night» на той же неделе поднялась на вершину Billboard Hot 100. То же самое происходило в Великобритании, где дуэт Коллинза с Филипом Бейли, «Easy Lover», стал номером один в местном сингловом чарте. В общей сложности No Jacket Required лидировал в американском чарте в течение семи недель, а в британском — на протяжении пяти.
«Sussudio» была первой песней альбома, выпущенной в качестве сингла в Великобритании, и второй — в США. На родине музыканта она достигла 12 места местного чарта. Начиная с мая, песня попала в активную ротацию американского MTV, к 6 июля и сингл, и альбом заняли первые места в чартах Billboard. «One More Night» стал вторым синглом Коллинза, занявшим первое место в США после «Against All Odds», а также его четвёртым синглом, попавшим в десятку лучших в Великобритании — заняв четвёртое место в UK Singles Chart. Его би-сайдом в Великобритании была песня «I Like the Way», а в США — «The Man with the Horn».
Между тем сингл «Don’t Lose My Number» (с би-сайдом «We Said Hello Goodbye»), который Коллинз выпустил только в США, в конце сентября добрался до 4-й позиции в чарте Billboard Hot 100. Музыкант никак не мог придумать сюжет для сопроводительного музыкального клипа и решил снять шуточное видео, основанное на этой проблеме. В клипе он разговаривает с заказчиками и режиссёрами — все они предлагают ему безумные концептуальные идеи. В этом видео пародируются несколько других клипов, в том числе Майкла Джексона, Дэвида Ли Рота, Элтона Джона, The Cars и The Police, а также кинематограф — хит 1985 года «Безумный Макс 3», вестерны и фильмы о самураях.
Последний альбомный сингл, «Take Me Home», считается одной из самых известных песен Коллинза — он фигурировал во всех турах артиста, начиная с No Jacket Required. Он занял 7-е место в США и 19-е — в Великобритании. Песню не планировали выпускать на сингле, но лейбл решился на релиз после того, как она стала хитом в эфире нескольких американских радиостанций, которые решили поставить её в ротацию. Для «Take Me Home» тоже был снят музыкальный клип, в котором Коллинз пел в разных городах по всему миру.
Хотя оригинальная версия песни «Who Said I Would» не издавалась в качестве сингла, её концертный вариант был выпущен для раскрутки живого альбома Serious Hits… Live! (1990) в США, добравшись до 73-го места в чарте Billboard Hot 100. Позднее на оригинальную версию «Who Said I Would» был снят музыкальный клип, включённый в видеосборник No Jacket Required. В нём Коллинз исполняет эту песню на концерте. Некоторые песни, не выпускавшиеся в виде синглов, всё равно попали в хит-парады Billboard. Так, «Inside Out» заняла 9-е место в чарте Hot Mainstream Rock Tracks, в свою очередь «The Man with the Horn» (вообще не включённая в альбом), отметилась на 38-й строчке в Hot Mainstream Rock Tracks.
No Jacket Required остаётся самым продаваемым альбомом Коллинза: по состоянию на 2001 год в США было продано более 12 миллионов копий. Спустя двадцать лет после релиза No Jacket Required остаётся в числе 50 самых продаваемых альбомов в этой стране, получив «бриллиантовую» сертификацию. В Великобритании альбом стал 6-кратно «платиновым», с тиражом более 1,8 миллиона копий. Также было продано более 20 миллионов копий по всему миру. В 1986 году компания Atlantic Video выпустила одноимённый видеосборник, который включал четыре видеоклипа на четыре выпущенных сингла, а также концертную версию песни «Who Said I Would». Альтернативные версии шести песен из No Jacket Required были включены в альбом ремиксов 12"ers, выпущенный в январе 1988 года.
В 2011 году лейбл Audio Fidelity выпустил переиздание альбома, ремастированное Стивом Хоффманом. 15 апреля 2016 года он был переиздан снова, в виде делюксового издания (deluxe edition) на компакт-дисках, виниле и в цифровом формате, с дополнительными материалами.
В 1985 году Коллинз также выпустил видеосборник No Jacket Required EP, состоящий из клипов «Sussudio», «One More Night», «Who Said I Will», «Don’t Lose My Number» и «Take Me Home». Первоначально он был доступен на Video Home System (VHS) и LaserDisc (LD).
Каждый сольный альбом Фила Коллинза в 80-х входил в десятку лучших как в Англии, так и в США, но именно альбом No Jacket Required возглавил чарты по обе стороны Атлантики. Одним из крупнейших было выступление Фила Коллинза на фестивале Live Aid одновременно и на лондонском стадионе Уэмбли, и на стадионе имени Джона Кеннеди в Филадельфии.

## Отзывы критиков
| Оценки критиков               | Оценки критиков |
| Источник                      | Оценка          |
| ----------------------------- | --------------- |
| AllMusic                      | [ 2 ]           |
| Creem                         | без оценки      |
| The Daily Vault               | A               |
| Encyclopedia of Popular Music | [ 54 ]          |
| The Great Rock Discography    | [ 55 ]          |
| MusicHound                    | [ 56 ]          |
| No. 1                         | [ 57 ]          |
| The Press                     | [ 58 ]          |
| Record Collector              | [ 59 ]          |
| Record Mirror                 | [ 60 ]          |
| The Rolling Stone Album Guide | [ 61 ]          |
| The Village Voice             | (C)             |

Альбом получил преимущественно положительные отзывы от музыкальных критиков. В ретроспективном обзоре Джефф Оренс из AllMusic писал, что, хотя некоторые песни «устарели», альбом содержит «выдающиеся треки». Он назвал «Long Long Way to Go» «одной из самых эффектных баллад Коллинза», а «Take Me Home» «волнительной». Автор подытожил: «Хотя пластинка не дотянула до идеала, это лучший пример одного из самых доминирующих и влиятельных записей 1980-х». Публицистка Los Angeles Times Лори Пайк отмечала, что «рецепт Коллинза: напряжённый вокал, приправленный бойкими духовыми инструментами и броскими электро-джиттербаггинговыми синтезаторами, зачастую оставляет мало места для демонстрации истинных чувств. Однако когда артист замедляется и позволяет тлеющей внутри меланхолии взять верх, эффект получается волшебным».
Стивен Холден из The New York Times назвал альбом «освежающим», подчеркнув, что Коллинз «умеет» создавать тревожное или угрожающее настроение. Публицист описал «Only You Know and I Know» как «гневную песню о любви», в которую были добавлены музыкальные элементы в стиле лейбла Motown. «В „One More Night“, недавнем хите № 1 мистера Коллинза, тикающий малый барабан привносит в песню шёпот затаившегося страха, напоминая собой более приторную и нежную репризу композиции „Against All Odds“», — продолжал автор. Он подытожил статью словами: «На первый взгляд, „No Jacket Required“ — это альбом, изобилующий проникновенными хуками и яркими бодрыми мелодиями. Но под его блестящей оболочкой ударные мистера Коллинза и его вокал ведут дизъюнктивный, загадочный диалог между сердцем и разумом, одержимостью и подавлением».
Редактор журнала Rolling Stone Дэвид Фрике писал: «Внезапное перевоплощение Фила Коллинза из лысеющего барабанщика процветающей британской арт-рок-группы в поп-идола может показаться одной из самых невероятных историй успеха восьмидесятых. Но, судя по находчивому мастерству и тёплому, сдержанному юмору его сольных записей и успешных продюсерских работ Филипа Бейли и Фриды, новообретённая слава Коллинза была неизбежна». Роберту Хилбёрну из Los Angeles Times изначально не понравилась песня «One More Night», однако впоследствии он похвалил её, отметив, что «проникновенный, но при этом трепетный вокальный стиль Коллинза вполне в состоянии передать боль лирического героя от ещё одной ночи, проведённой без неё». Публицист Dallas Morning News Леннокс Сэмюэлс писал, что «„No Jacket Required“ (Atlantic) — это то, что фанаты привыкли ожидать от Фила Коллинза — много духовых инструментов, синкопы и плотный ритм».
«Его непринужденное сочетание яркого энергичного белого ритм-н-блюза с причудливыми, непредсказуемыми мелодиями инстинктивно кажется коммерциализированным, но ни разу не ощущается наигранным».
Альбом понравился даже тем, кто обычно не причислял себя к поклонником творчества Коллинза. Майкл Р. Смит из Daily Vault писал: «Аномалия или нет, но это действительно тот альбом, за который Фил заслуживает, чтобы его помнили». В свою очередь Стивен Уильямс из Newsday отмечал, что альбом был «наполнен музыкальными хуками и текстурированными аранжировками… в нём также отсутствует нерв, который был характерен для работы Коллинза с Genesis». По мнению публициста Riverfront Times Кигана Гамильтона, альбом был «ярчайшим образцом танцевальной поп-музыки 80-х: плавный синтезаторный грув с порцией клавишных, драм-машин и духовых на гарнир». Автор охарактеризовал «Sussudio» как лучший трек пластинки, назвав его «цепляющей тарабарщиной». Между тем, худшим, на его взгляд, был «One More Night» — он описал песню словами «рефлексирующий медленный джем-сейшен, который утопает в саможалении».
Среди негативных отзывов была рецензия Марти Расина из Houston Chronicle, который заявил, что «I Don’t Wanna Know» и «Take Me Home» были единственными песнями, которые «выделялись на фоне серой массы», и что Коллинз слишком много внимания уделял своему вокалу, а не игре на барабанах, «которая может быть чрезвычайно захватывающей». Расин также добавил, что альбом заставляет слушателя чувствовать себя немного «отстранённым», но восхитился тем, что музыкант «играл по этим правилам не хуже других». В статье 2010 года, написанной в защиту Коллинза, Гэри Миллс из The Quietus назвал альбом «детерминированным шлаком», отметив, что музыкант не заслуживает, чтоб он стал мерилом его карьеры. В 2013 году музыкальный критик Том Сервис из The Guardian был столь же язвителен, подчеркнув, что альбом не выдержал испытания временем и «теперь непригоден для прослушивания», особенно раскритиковав «Sussudio»: «продюсирование, драм-машина, бессодержательный текст; в популярной музыке нет более холодного и поверхностного звучания именно потому, что оно преподносится с такой серьёзной миной». Он также сравнил альбом с творчеством современников Коллинза из 1980-х, таких как Human League и, в частности, Pet Shop Boys (в контексте, что их звучание по прежнему актуально), заявив, что последние выглядели «гениями по сравнению с ним».
На 28-й ежегодной премии «Грэмми» Коллинз был номинирован в пяти категориях. No Jacket Required получил награду как «Альбом года», а музыкант — за «Лучшее мужское вокальное поп-исполнение». Также он разделил награду «Продюсер года (неклассический)» с сопродюсером пластинки — Хью Пэдхамом. Сопроводительный видеоальбом, No Jacket Required EP, получил номинацию за «Лучшее музыкальное видео». В 1986 году альбом получил две номинации на Американскую музыкальную премию в категориях «Любимый поп/рок-альбом» и «Любимый поп/рок-исполнитель». На церемонии вручения наград Brit Awards в 1986 году Коллинз выиграл две награды: «Лучший британский исполнитель» и «Лучший британский альбом», в свою очередь Хью Падхэм получил номинацию в категории «Лучший британский продюсер».

## Наследие и влияние
На церемонии вручения наград Brit Awards 2010 года альбом вошёл в число десяти номинантов на премию «Лучший британский альбом за последние 30 лет», по результатам опроса слушателей BBC Radio 2; победу одержала пластинка (What’s the Story) Morning Glory? группы Oasis. «Sussudio» — одна из самых известных песен Коллинза, неоднократно упоминалась в произведениях массовой культуры, включая книги, комедийные выступления и телешоу. По словам музыканта, люди чаще всего поют ему эту песню, когда узнают на улице. В книге и экранизации «Американского психопата» главный герой Патрик Бэйтман кратко обсуждает её, в контексте других работ Коллинза называя своей самой любимой. Тем не менее, её синтезаторный рифф подвергся резкой критике за то, что был слишком похож на песню Принса «1999» (1982), это сходство не отрицал и сам автор, ссылаясь на то, что он большой поклонник творчества этого исполнителя.
Три песни, записанные во время сессий No Jacket Required, прозвучали в популярном телешоу 1980-х «Полиция Майами». «Take Me Home» появилась в первой серии второго сезона — «Блудный сын». «Long Long Way to Go» прозвучала в заключительной сцене серии «Сыновья и любовники», во время похорон подруги и сына Рикардо Таббса — одного из главных героев сериала. В свою очередь песня «The Man with the Horn» была перезаписана (с переписанным текстом) для эпизода «Phil the Shill», в котором снялся сам Коллинз — в роли мошенника промышляющего сбытом наркотиков. Обновлённая версия называлась «Life Is a Rat Race».
В конце 1980-х, в течение нескольких лет, «Take Me Home» звучала во время титров телешоу Saturday Night’s Main Event Всемирной федерации рестлинга. В 2003 году хип-хоп-группа Bone Thugs-N-Harmony записала песню «Home», базирующуюся на её мелодии (также использовав оригинальный припев). Эта версия заняла 19-е место в британском чарте. Помимо этого, «Take Me Home» прозвучала в первом эпизоде второго сезона сериала «Мистер Робот».
По прошествии лет альбом разонравился Коллинзу. В интервью журналу Rolling Stone в 2016 году музыкант сказал, что это одна из наименее любимых записей, которые он делал: «В то время я не был самим собой. Сейчас я немного повзрослел и предпочитаю исполнять песни, которые принадлежат мне. В том альбоме мне отводилась лишь эпизодическая роль».

## Концертный тур
В поддержку альбома был организован концертный тур под названием The No Jacket Required World Tour. Для этих гастролей Коллинз привлёк свой традиционный состав музыкантов, включая Честера Томпсона, Леланда Склара и Дэрил Стюрмер. Группа получила прозвище Hot Tub Club. В Далласе был записан специальный телевизионный выпуск, который транслировался по каналу HBO под названием No Jacket Required… Sold Out. Другой специальный телевизионный выпуск, Album Flash, был снят в Королевском Альберт-Холле (Лондон, Англия). Права на его трансляцию приобрёл телеканал Cinemax.
Как и альбом, турне получило положительные отзывы прессы. Рик Коган из Chicago Tribune писал, что «послушав и понаблюдав за в высшей степени первоклассным и зачастую впечатляющим двухчасовым выступлением Коллинза, человек остаётся не с серией придирчивых вопросов о причинах его популярности, а скорее с новым чувством — восхищения силой мастерски сделанных песен, исполняемых без ухищрений».
В интервью во время турне корреспонденты отметили, что певец похож на актёров Боба Хоскинса и Дэнни Де Вито. В ответ Коллинз пошутил, что они втроём могли бы сыграть Трёх медведей из сказки «Златовласка и три медведя». Де Вито услышал эту идею и связался с Коллинзом и Хоскинсом по поводу создания фильма. Коллинз начал изучать повадки медведей, был заказан сценарий. Появлялась информация, что Ким Бейсингер изъявила желание сыграть роль Златовласки. Однако впоследствии возникли производственные препоны (в основном связанные со сценарием), и все трое актёров выбыли из проекта.
Во время гастролей Коллинз записал песню «Separate Lives» для фильма «Белые ночи». Песня, написанная другом Коллинза Стивеном Бишопом, была исполнена дуэтом Коллинза с Мэрилин Мартин. Выпущенная в качестве сингла, она заняла 1-е место в американском чарте Billboard Hot 100 и 4-е в британском UK Singles Chart.

### Live Aid
Турне The No Jacket Required World Tour завершилось выступлением Коллинза на благотворительном концерте Live Aid.
По словам музыканта, идея участвовать в обоих концертах Live Aid появилась спонтанно, и что изначально он должен был выступать и в Лондоне (Уэмбли), и в Филадельфии (JFK Stadium) вместе с группой Power Station, но «все остальные струсили». «В итоге, я оказался единственным, кто это сделал» — заявил он позже. Боб Гелдоф, организатор Live Aid, также привлекал Коллинза к своей предшествующей благотворительной акции — Band Aid. Участники проекта записали песню «Do They Know It’s Christmas?», которая стала лидером чарта Великобритании в 1984 году. Коллинз сыграл в ней на ударных и записал бэк-вокал.
Коллинз начал выступление на стадионе Уэмбли, исполнив вместе со Стингом песни «In the Air Tonight», «Against All Odds», «Long Long Way to Go» и «Every Breath You Take» в сопровождении саксофониста Брэнфорда Марсалиса. Закончив сет, он вылетел на Конкорде в Филадельфию, где должен был выступить вместе с Led Zeppelin (без предварительных репетиций). В самолете он встретил Шер, рассказал о мероприятии, после чего она захотела поучаствовать в нём тоже. Сначала он присоединился к Эрику Клэптону, сыграв с ним песни «Layla», «White Room» и «She’s Waiting». Затем сольно Коллинз исполнил «Against All Odds» и «In the Air Tonight», после чего присоединился к воссоединившимся Led Zeppelin (партии чьи партии песен повторил во время полёта — прослушав в плеере) в составе: Роберт Плант, Джимми Пейдж, Джон Пол Джонс и второй барабанщик Тони Томпсон. Группа заявила, что выступление получилось не впечатляющим, и критики возложили вину за провал на Коллинза. Однако музыкант заявил, что «я готов дать голову на отсечение, виноват был не я», отмечая, что Томпсон проигнорировал все его советы, и ему пришлось буквально подстраиваться под него. Коллинз вспоминал: «… У меня крутилась мысль: Господи, это было ужасно. Чем скорее это закончится, тем лучше». Впоследствии Стивен Уильямс из Newsday назвал выступление Коллинза с песней «In the Air Tonight» в Филадельфии «одним из самых трогательных моментов дня». Во время мероприятия организаторы смогли привлечь более 69 миллионов долларов на помощь голодающим в Эфиопии. Позднее Коллинз вспоминал это событие как «экстраординарное».

## Список композиций
Слова и музыка всех песен Фила Коллинза (кроме тех, которые специально отмечены)
1. «Sussudio» — 4:23
2. «Only You Know and I Know» (Слова: Коллинз/Музыка: Дэрил Стюрмер) — 4:20
3. «Long Long Way to Go» — 4:20
4. «I Don’t Wanna Know» (Слова: Коллинз/Музыка: Стюрмер) — 4:12
5. «One More Night» — 4:47
6. «Don’t Lose My Number» — 4:46
7. «Who Said I Would» — 4:01
8. «Doesn’t Anybody Stay Together Anymore» (Слова: Коллинз/Музыка: Стюрмер) — 4:18
9. «Inside Out» — 5:14
10. «Take Me Home» — 5:51
11. «We Said Hello Goodbye»* — 4:15

* Издана только на CD-версии альбома. Микс этой песни вошёл в саундтрек фильма 2012 года «Мужчина нарасхват».

## Персонал, участвовавший в записи и производстве альбома
Музыканты:
- Фил Коллинз — вокал (песни 1—11), ударные (песни 2—10), перкуссия, клавишные (песни 2, 3, 5–11), Roland TR-808 (песни 3, 5), драм-машина LinnDrum[англ.] (песни 2, 6, 8), вокодер (песня 7), калимба (песня 7), бэк-вокал (песни 3, 10), бас-гитара (песня 2)
- Дэвид Фрэнк[англ.] — клавишные (песни 1, 7), бас Minimoog (песни 1, 7), Oberheim DMX[англ.] (песни 1, 7)
- Дэрил Стюрмер[англ.] — гитары (песни 1—10), клавишные (песня 4)
- Ли Склар[англ.] — бас-гитара (песни 3—6, 8—11)
- The Phenix Horns[англ.], аранжировка Tom Tom 84
  - Дон Майрик[англ.] — саксофон (песни 5, 9)
  - Луи Саттерфилд[англ.] — тромбон
  - Майкл Харрис — труба
  - Рамли Майкл Дэвис — труба
- Гэри Барнакл[англ.] — саксофон (песни 4, 7, 8)
- Ариф Мардин — струнная аранжировка (песня 5), оркестровое вступление (песня 11)
- Стинг — бэк-вокал (песни 3, 10)
- Питер Гэбриел — бэк-вокал (песня 10)
- Хелен Терри[англ.] — бэк-вокал (песня 10)
- Ник Гленни-Смит — клавишные (песня 11)

Производственный персонал:
- Фил Коллинз — производство, дизайн альбома
- Хью Пэдхам — производство, инжиниринг
- Стив Чейз — ассистент производства
- Питер Эшворт — создание фотографии на обложке
- запись и цифровое сведение диска выполнено на студиях Townhouse (Лондон) и Old Croft (Суррей)
- запись струнных — Air Studios (Лондон), инженер записи Джон Якобс

## Позиции в чартах
| Год  | Чарты | Чарты | Чарты | Чарты | Чарты | Чарты | Чарты | Чарты | Чарты | Чарты |
| Год  | UK    | US    | CAN   | AUS   | NZ    | GER   | AUT   | NOR   | SWE   | SWI   |
| ---- | ----- | ----- | ----- | ----- | ----- | ----- | ----- | ----- | ----- | ----- |
| 1985 | 1     | 1     | 1     | 1     | 1     | 1     | 11    | 1     | 1     | 1     |

| Чарт (1985)                        | Позиция |
| ---------------------------------- | ------- |
| Канада (RPM Year-End)              | 1       |
| Чарт (1986)                        | Позиция |
| США (Billboard Top Popular Albums) | 9       |